# Sinornis santensis
Sinornis santensis (Сінорніс) — вид викопних птахів родини Cathayornithidae, що мешкав 124 млн років тому. Скам'янілості були знайдені у пластах Формування Jiufotang у провінції Ляонін , Китайської Народної Республіки .
Розміром тіла близько 14 см, вага близько 20 г. Дзьоб — зубастий. Живився головним чином комахами.
Рядом дослідників рід Sinornis вважається синонімом роду Катайорніс.